# Sulzbach-Rosenberg
Sulzbach-Rosenberg – miasto w Niemczech, w kraju związkowym Bawaria, w rejencji Górny Palatynat, w regionie Oberpfalz-Nord, w powiecie Amberg-Sulzbach. Leży w Jurze Frankońskiej, około 10 km na północny zachód od Ambergu, przy autostradzie A6 (zjazd 64.), drodze B85, B14 i linii kolejowej Amberg – Norymberga. Przez miasto przebiega trasa rowerowa pięciu rzek.

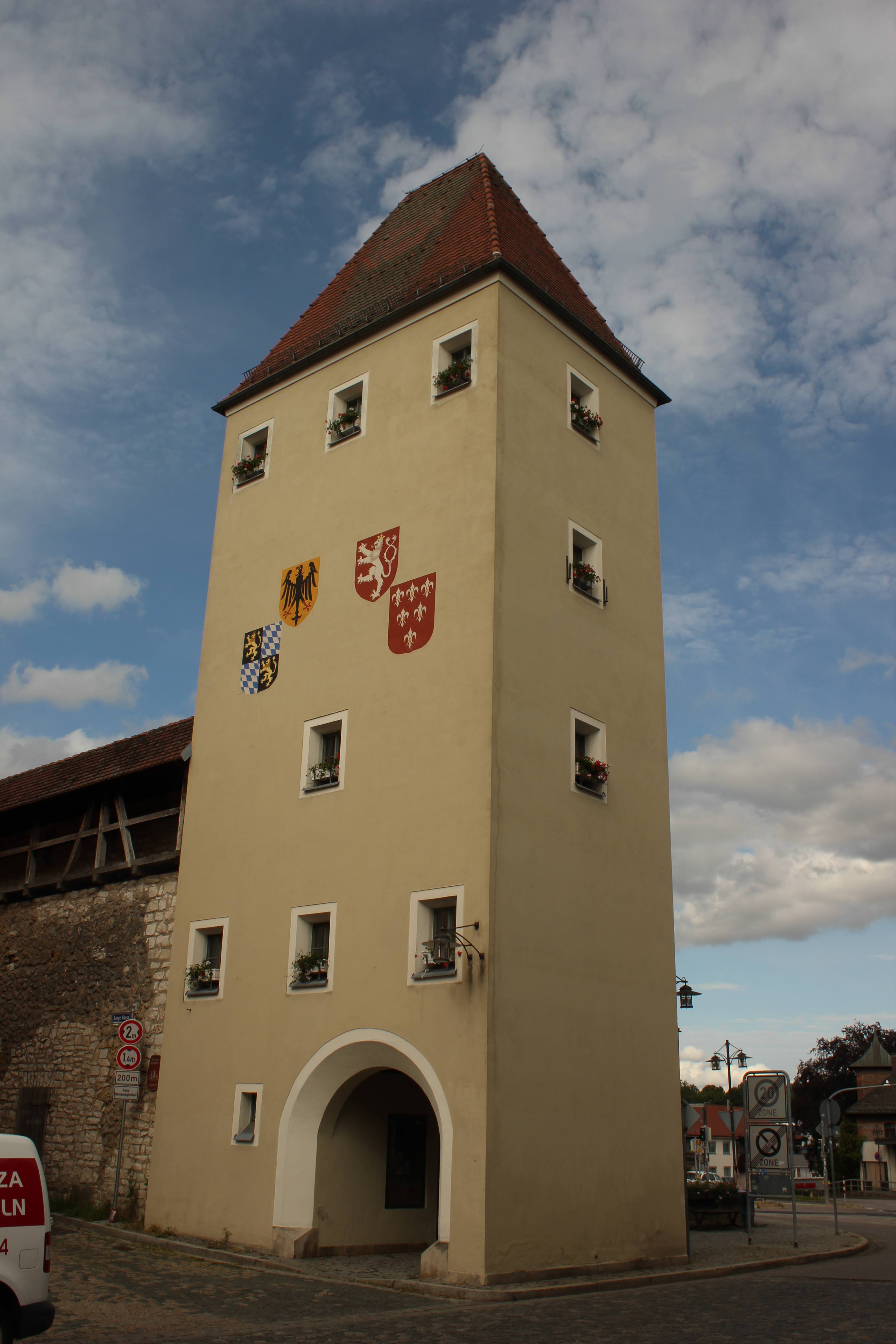
Wieża z herbami Palatynatu Reńskiego, Świętego Cesarstwa Rzymskiego, Czech i miasta (od lewej)

## Dzielnice
W skład miasta wchodzą dwie dzielnice:
- Rosenberg
- Sulzbach

## Historia
Za panowania Karola Luksemburskiego w latach 1353–1373 miasto było stolicą Czeskiego Palatynatu – regionu wchodzącego w skład Korony Czeskiej. W XIX wieku zostało częścią Królestwa Bawarii. Od 1850 w Sulzbach stacjonował garnizon armii bawarskiej. Od 1871 część zjednoczonych Niemiec. W rezultacie II wojny światowej w 1945 miasto trafiło do amerykańskiej strefy okupacyjnej Niemiec. Od 1949 leży w granicach Republiki Federalnej Niemiec.

## Demografia

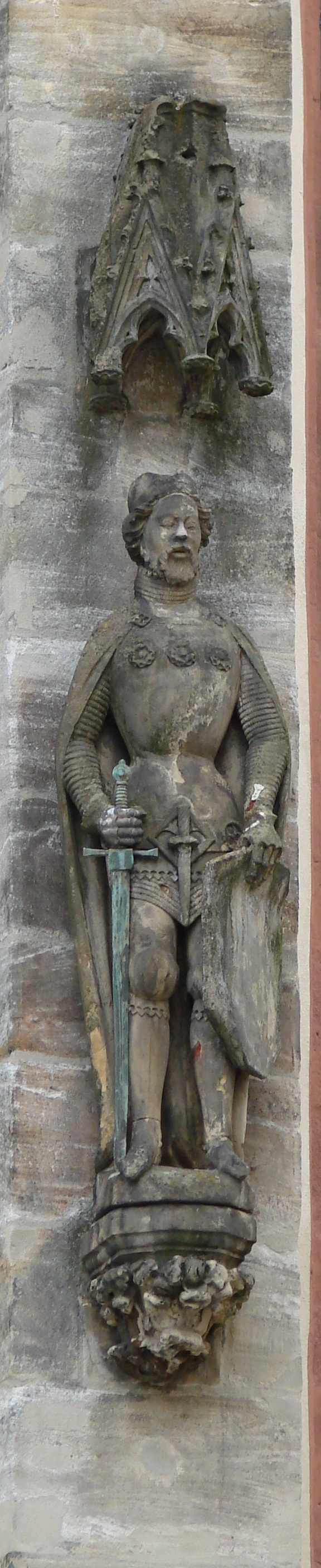
Posąg Karola Luksemburskiego na Kościele Mariackim

| Rok       | 1961   | 1970   | 1999   | 2001   | 2003   | 2005   | 2007   | 2009   | 2012   | 2014   |
| Populacja | 20.569 | 20.073 | 21.063 | 21.162 | 20.868 | 20.702 | 20.254 | 19.781 | 19.425 | 19.380 |